# L’Observateur paalga
L’Observateur paalga ist eine Tageszeitung aus dem westafrikanischen Staat Burkina Faso. Sie wurde 1973 unter dem Namen L’Observateur (frz. „der Beobachter“) gegründet und ist damit die älteste Zeitung des Landes. Nach der Revolution Thomas Sankaras musste sie allerdings 1984 ihr Erscheinen einstellen und konnte erst unter Präsident Blaise Compaoré wieder erscheinen. Dabei wurde dem Titel das Wort paalga angefügt, was auf Mòoré – der Sprache der Mossi – „neu“ bedeutet.
Die Zeitung verfügt über eine eigene Druckerei in der Hauptstadt Ouagadougou und hat etwa 40 Mitarbeiter. Ungefähr 6000 Exemplare werden unter der Woche verkauft, an Freitagen etwa 10.000; Herausgeber ist Édouard Ouédraogo. Der Preis beträgt 200 CFA-Franc.